# Азарян Альберт Вагаршакович
Альберт Вагаршакович Азарян (11 лютого 1929, Гандзак — 5 вересня 2023, Єреван) — радянський гімнаст, триразовий олімпійський чемпіон, чотириразовий чемпіон світу, дворазовий чемпіон Європи, одиннадцятикратний чемпіон СРСР; виступав за «Спартак» (Єреван). Суддя міжнародної категорії з 1970 року; тренер і викладач.

## Біографія
Народився 11 лютого 1929 року в селі Гандзаці (тепер марз Ґегаркунік, Вірменія). Невдовзі його сім'я переїхала в Кіровакан, а в 1947 році — в Єреван. У 1947 році брав участь у всесоюзному параді фізкультурників у Москві і в 19 років вступив в фізкультурний технікум. У 1956 році закінчив Єреванський державний інститут фізичної культури. Член КПРС з 1956 року.

## Спортивні досягнення
- 1954 — дві золоті медалі на Чемпіонат світу зі спортивної гімнастики у Римі;
- 1955 — дві золоті і срібна медаль на Чемпіонат Європи зі спортивної гімнастики у Франкфурті;
- 1956 — дві золоті медалі на Літніх Олімпійських іграх у Мельбурні;
- 1958 — дві золоті і срібна медаль на Чемпіонаті світу зі спортивної гімнастики у Москві;
- 1960 — золота і срібна медалі на Літніх Олімпійських іграх у Римі.

## Відзнаки
почесні звання СРСР
- Заслужений майстер спорту СРСР з 1954 року;
- Заслужений тренер Вірменської РСР з 1966 року;

ордена СРСР
- орден Трудового Червоного Прапора;
- орден «Знак Пошани».

Почесний громадянин Єревана з 2000 року.

## Інше
У 1962 році за біографією Альберта Азаряна на кіностудії «Вірменфільм» був знятий спортивний фільм режисера Юрія Єрзинкяна «Кільця слави», де спорцмен зіграв головну роль.